# X-Over
X-Over è il secondo album dei Brunorock, pubblicato nel 2002 dalla MTM Records.

## Tracce
1. Born Winner
2. Anyone But You
3. Unjust
4. I Am Me
5. Let's Call It Blues
6. Two Hearts One Weapon
7. Where A Dream Never Dies
8. Silhouette
9. Spread Your Wings
10. Luna
11. Save Your Love
12. Century

## Formazione
- Bruno Kraler - voce
- Bobby Altvater - chitarra
- Hogel Schulten - basso
- Dominik Huelshorst - batteria